# Hanneton des jardins
Phyllopertha horticola
Espèce
Statut de conservation UICN

 LC  : Préoccupation mineure
Le hanneton des jardins ou hanneton horticole (Phyllopertha horticola) est une petite espèce d'insectes coléoptères de la super-famille des Scarabaeoidae, de la famille des Scarabaeidae (anciennement des Rutelidae) et de la sous-famille des Rutelinae. 
Dans certaines régions françaises, notamment la campagne camarguaise, les hannetons sont appelés « gouards », et dans les Hautes-Vosges « gueu-gueu ». En Suisse romande et notamment dans le canton de Fribourg, ce sont des « cucards ».

## Description

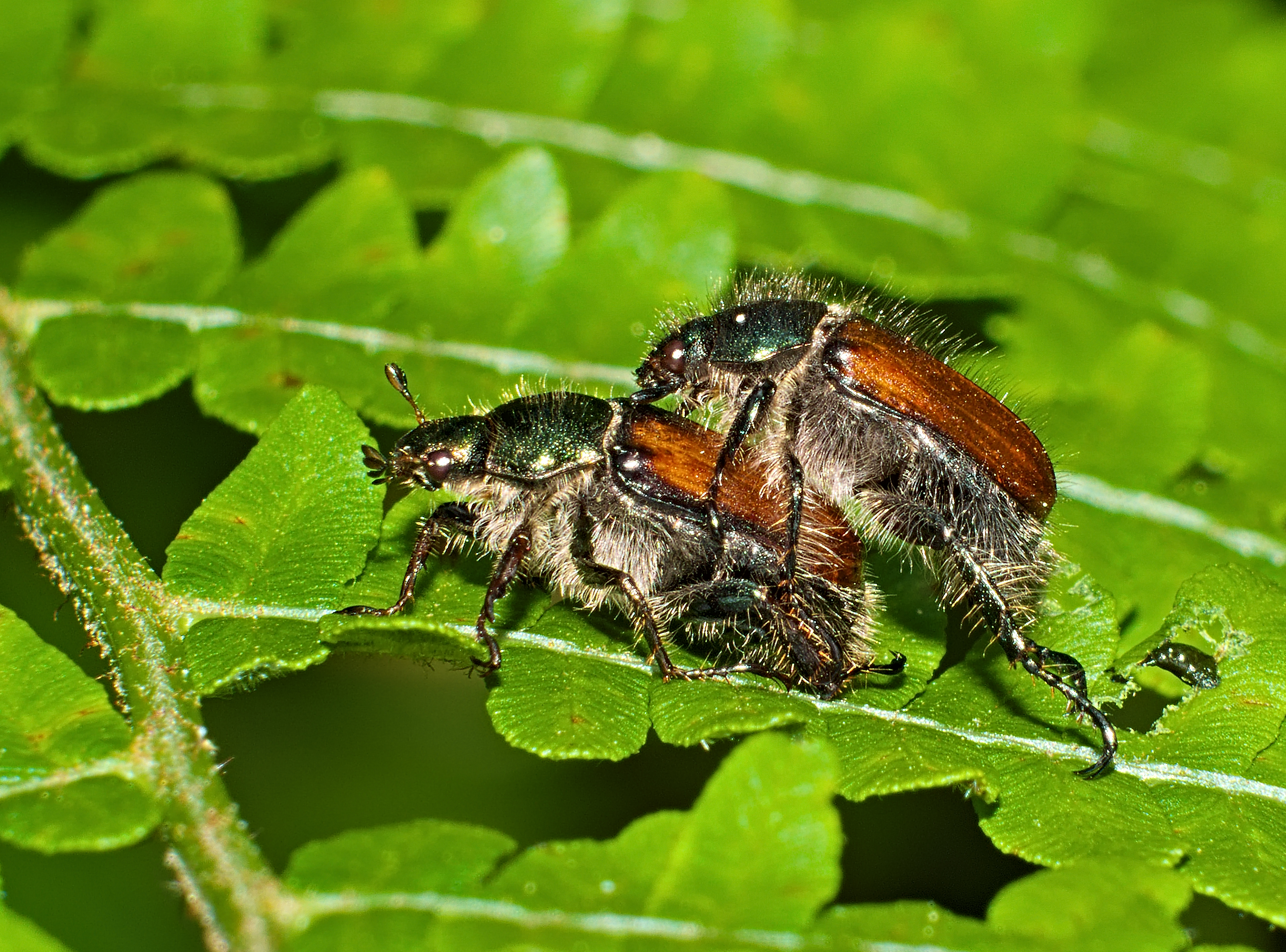
accouplement de hannetons horticoles

Il mesure 8 à 12 mm de long. Ses élytres sont brun-roux luisant, tandis que le reste du corps est noir foncé métallisé à reflets verts. Les antennes sont très courtes et se terminent par un groupe de trois lamelles. Le corps est couvert de poils denses. La tête et le thorax sont finement granuleux. Sur chaque élytre courent six bandes verticales de points.

## Répartition
On le trouve dans toute l'Europe, et à l'est jusqu'en Sibérie et en Mongolie. Il vit dans les prés et les champs, les jardins, les haies et les lisières de forêt.

## Mode de vie
Les adultes volent principalement le jour à la recherche de nourriture en mai-juin. Ils se nourrissent de feuilles de chênes, de noisetiers et de rosiers ainsi que de feuilles de bouleaux.
Les larves ou vers blancs vivent dans le sol et se nourrissent des racines de plantes comme les céréales ou les trèfles. Les vers blancs, en grand nombre, font des dégâts majeurs, notamment au gazon, aux plantes à faible enracinement et fraîchement plantées. Une coupe du gazon à hauteur de 6 à 8 cm rend plus difficile la ponte des femelles (au sol) et donc limite les dégâts.
Après trois ans, au mois d'avril, les larves deviennent des nymphes dans le sol et permettent la sortie de terre l'insecte adulte (imago).
Les jours d'été chauds, peu avant la tombée de la nuit, les insectes s'envolent pour se reproduire. C'est un moment critique de leur vie pendant lequel ils sont particulièrement vulnérables, car nombre d'entre eux sont tués par des oiseaux.